# SpursEngine
Lo SpursEngine è un microprocessore multimediale di Toshiba, progettato per il 3D e addetto alla elaborazione video; viene impiegato nell'elettronica di consumo, ad esempio nei computer e nei set-top boxes. È conosciuto anche come Quad Core HD Processor. Lo Spurs Engine è uno Stream Processor composto da quattro Synergistic Processing Elements (SPE), impiegati anche nel processore Cell usato dalla PlayStation 3 di Sony. Questi elementi possiedono capacità di decodifica H.264 e MPEG-2 e sono controllati da una CPU esterna al die connessa tramite un bus PCIe (a differenza del processore CELL in cui la CPU è integrata. Per facilitare le interazioni tra la CPU host e lo Spurs Engine, Toshiba ha integrato anche un semplice core di controllo a 32 bit. Lo Spurs Engige come memoria usa della XDR DRAM dedicata; è progettato per lavorare a frequenze molto più basse del Cell, e Toshiba ha ottimizzato il layout dei circuiti degli SPE per ridurne le dimensioni del 30%. Il chip che ne risulta consuma così 10-20 watt. Lo SpursEngine è accessibile agli sviluppatori tramite un driver sviluppato per sistemi Microsoft Windows e Linux. Il software che lo supporta è però limitato e principalmente nel settore del montaggio e dell'elaborazione video.

## Specifiche tecniche

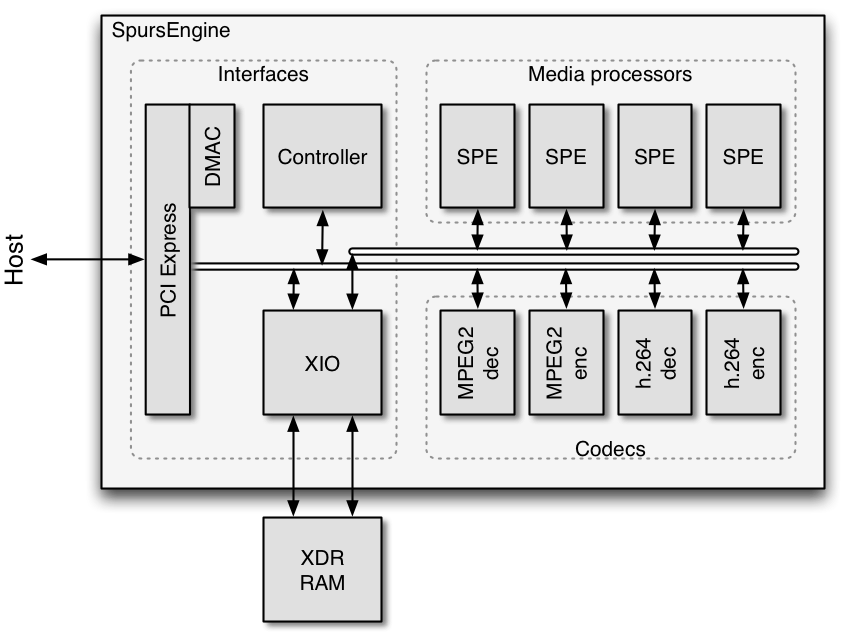
Schema logico del chip

Le specifiche della prima generazione di SpursEngine sono le seguenti:
- Costruito con un processo produttivo di massa CMOS a 65nm a 7 strati metallici[2]
- Dimensioni die: 9.98 mm × 10.31 mm (102.89 mm²)[2]
- 239.1 milioni di transistor (Logica: 134 M, SRAM:104.8 M)[2][2]
- TDP: <20W[2]
- Frequenza massima: 1,5 Ghz[2]
- Package FC-BGA con 624 Pin[2]
- Performance di picco: 48 Gflops, 12 Gflops per SPU @ 1.5 GHz.[5][2]

## Commercializzazione
Nell'aprile 2008 Toshiba ha prodotto dei samples di schede SpursEngine SE1000 , funzionanti sul bus PCIe.
- La scheda acceleratrice è connessa a un bus PCI Express 1x e ha 128 MB XDR DRAM a 12.8 GB/s.
- Leadtek produrrà le WinFast PxVC1100 e HPVC1100, acceleratori PCIe interni ed esterni basati sul SE1000
- Thomson-Canopus ha annunciato la Firecoder Blu, una scheda acceleratrice PCIe basata sulla piattaforma SE1000.
- Toshiba ha incluso i processori SpursEngine nei suoi portatili della serie Qosmio, nei modelli F50, G50 e G55, nel terzo quarto del 2008.